# Osiedle Niepodległości (Słupsk)
Osiedle Niepodległości w Słupsku – jedno z najmłodszych osiedli w Słupsku.
Jego początki sięgają pierwszej połowy lat 80. XX w. Pierwotnie nosiło nazwę Budowniczych Polski Ludowej (BPL). Po upadku komunizmu zmieniono nazwę osiedla oraz wiele nazw ulic. Położone w zachodniej części miasta, graniczące od południa z Osiedlem Piastów, od północy z Osiedlem Jana III Sobieskiego i od zachodu z Gminą Kobylnica, zamieszkiwane jest przez ponad 25 000 osób, czyli około 1/4 ludności miasta. W zabudowie dominują bloki czteropiętrowe. Na osiedlu znajduje się także kilka wieżowców dziesięciopiętrowych oraz wiele domków jednorodzinnych.
W tej części miasta usytuowało się wiele supermarketów: Nova (dawniej Delikatesy 34), Top Market (Dawniej Sam Czar), Biedronka, Netto oraz hipermarket E.Leclerc. Jest tu Szkoła Podstawowa nr 10, a także Zespół Szkół Ogólnokształcących nr 4. Osiedle ma połączenie komunikacyjne ze wszystkimi częściami miasta, a także z niektórymi podsłupskimi miejscowościami. Na terenie osiedla znajduje się sanktuarium św. Józefa Oblubieńca NMP.
Główne ulice osiedla:
- Gen. Władysława Andersa (dawniej Hanny Sawickiej)
- Prof. Eugeniusza Romera (dawniej Marcelego Nowotki)
- Tadeusza „Bora” Komorowskiego (dawniej Władysława Gomułki)
- 11 Listopada (dawniej Wielkiego Proletariatu)